# Bauerfield Airport

i7
i11
i13

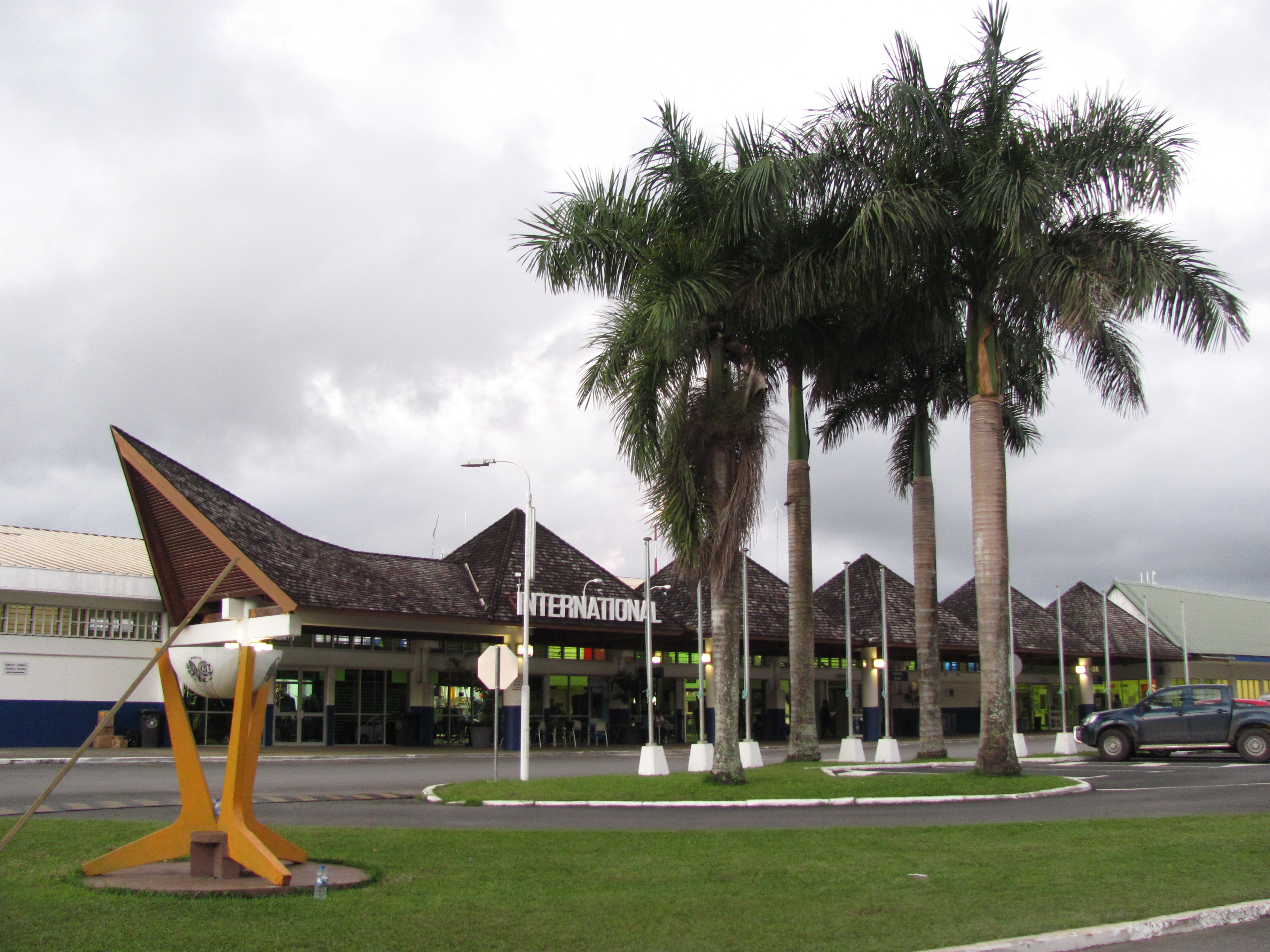
Empfangsgebäude des Flughafens

Der Flughafen Bauerfield (englisch Bauerfield Airport, IATA-Code: VLI, ICAO-Code: NVVV) ist der internationale Flughafen von Vanuatu. Er liegt nahe der Hauptstadt Port Vila.

## Geschichte
Während des Zweiten Weltkriegs wurde Port Vila ab 1942 von den US-amerikanischen Streitkräften als wichtiger Luftwaffenstützpunkt im Pazifik genutzt, was auch den Namen des Flughafens erklärt.

## Fluggesellschaften und Ziele
Der Flughafen ist Heimatflughafen der nationalen Fluggesellschaft Air Vanuatu.
Aufgrund des schlechten Zustandes der Landebahn haben Virgin Australia, Air New Zealand und Qantas Airways den Flugbetrieb im Januar 2016 bis auf weiteres eingestellt. Air Vanuatu fliegt weiterhin (Stand April 2016).
Stand Februar 2025: Zumindest Virgin Australia und Fiji Airways bedienen den Flughafen derzeit.

## Zwischenfälle
- Am 8. Mai 1999 wurde eine de Havilland Canada DHC-6-300 Twin Otter der vanuatuischen Vanair (Luftfahrzeugkennzeichen YJ-RV9) bei einem Regenschauer 11 Kilometer vom Flughafen Bauerfield entfernt ins Wasser geflogen. Bei diesem CFIT (Controlled flight into terrain) wurden von den 12 Insassen 7 getötet, der Pilot und 6 Passagiere.[2]